# Hilltop (Nouvelle-Zélande)
Hilltop  est une banlieue de la cité de Taupō dans la région de Waikato de l’Île du Nord de la Nouvelle-Zélande.

## Situation
La banlieue est située tout près du lac Taupo, de Taupo Central et de plusieurs  écoles .
Elle inclut des maisons de haute valeur avec vue sur le lac,.

## Évènements
Une partie de la banlieue souffrit  d’une surtension majeure  en janvier 2018.

## Démographie
La localité de Hilltop dans le  district de Taupo avait une population de 2 721 habitants lors du recensement néo-zélandais de 2018, en augmentation de 201 personnes (8,0 %) à partir de recensement néo-zélandais de 2013, et en augmentation de 168 personnes (6,6 %) par rapport au recensement de 2006 en Nouvelle-Zélande. 
Il y avait 1 017 logements. 
Il y avait 1 302 hommes et 1 419 femmes, donnant un sexe-ratio de 0,92 homme par femme. 
L’âge médian était 42,2 ans (comparé avec 37,4 ans au niveau  national), avec 594 personnes (soit 21,8 %) âgées de moins de 15 ans, 399 personnes (soit 14,7 %) âgées de 15 à 29 ans, 1 125 personnes (soit 41,3 %) âgées de 30 à 64 ans et 603 personnes (soit 22,2 %) âgées de 65 ans ou plus.
L’ethnicité était pour 83,1 % européens/Pākehās, 23,7 % maoris, 3,4 % personnes du Pacifique, 3,9 % sont d'origine asiatique, et 2,0 % sont d’une autre ethnicité (le total peut faire plus de 100% dans la mesure où les personnes peuvent s’identifier avec de multiples ethnies en fonction de l'origine de leurs parents).
La proportion de personnes nées outre-mer était de  17,8 %, comparée avec les 27,1 % au niveau national.
Bien que certaines personnes objectent à donner leur religion, 50,6 % n’avaient aucune  religion, 37,0 % étaient chrétiens, 0,7 % étaient hindouistes, 0,2 %  étaient bouddhistes et 4,0 % avaient une autre religion.
Parmi ceux d’au moins 15 ans d’âge, 324 personnes (soit 15,2 %) avaient un niveau de licence ou d’un niveau universitaire supérieur, et 417 personnes (soit 19,6 %)  n’avaient aucune qualification formelle. 
Les revenus médians étaient de 29 600 $, comparés avec les 31 800 $ au niveau national. 
Le statut d’emploi  de ceux d’au moins 15 ans étaient pour 978 personnes (soit 46,0% )  employés à plein temps, 342 personnes (soit 16,1 %) étaient à temps partiel et 48 personnes (soit  2,3 %) étaient sans emploi .

## Éducation
- L’école de Hilltop est une école primaire, publique [5] avec un effectif de  574 élèves[6]

L’école fut ouverte en 1964.
- L’école de école intermédiaire de Taupo (en) est une école publique de type intermédiaire [8],[9] avec un effectif de 625 élèves[10].

L’école a ouvert en 1969.
Ces deux écoles sont mixtes. 
Les effectifs sont ceux de mars 2021